# Хајтам ибн Тарик
Хајтам ибн Тарик ел Суад (арап. هيثم بن طارق آل سعيد;Мускат, 13. октобар 1954‎) је султан Омана од 13. јануара 2020. године, наследивши свог покојног рођака Кабуса ибн Саида. Пре тога је био министар наслеђа и културе. Завршио је Универзитет у Оксфорду 1979. године.